# Cleptocaccobius minor
Cleptocaccobius minor är en skalbaggsart som beskrevs av Walter och Yves Cambefort 1977. Cleptocaccobius minor ingår i släktet Cleptocaccobius och familjen bladhorningar. Inga underarter finns listade i Catalogue of Life.